# Hesperogavialis
Hesperogavialis es un género extinto de gaviálido griposuquino. Sus fósiles se han encontrado en Venezuela y Brasil y se remontan desde mediados a finales del Mioceno. Aunque Hesperogavialis es uno de los gavialoideos mejor conocidos de América del Sur, la parte posterior del cráneo es aún desconocida, lo que hace que clasificarlo dentro de su familia sean más dificultoso que con otros gavialoideos en los cuales se conoce la mayor parte del cráneo. Este género posiblemente incluye a tres especies. La especie tipo, H. cruxenti, se ha encontrado en la Formación Urumaco de Venezuela. Un segunda posible especie, denominada H. bocquentini, ha sido descrita de la Formación Solimões en Acre, Brasil y se puede distinguir de H. cruxenti por la asimetría vista en la zona posterior de los nasales y la escasa distancia entre los alvéolos dentales. Una tercera especie se ha reconocido en la misma localidad de Acre, aunque aún no se le ha dado formalmente un nombre científico.

## Filogenética
Aunque es un griposuquino sudamericano, Hesperogavialis puede haber estado más cercanamente relacionado con el actual Gavialis que habita en Asia. Esto se ha concluido con base en la carencia de contacto entre los huesos nasal y premaxilar en el hocico que se puede observar en los extintos gavialoideos sudamericanos. La posición de estos huesos conlleva a un mayor parecido a Gavialis al ser más bien delgados y extenderse desde las órbitas oculares hasta la mitad del hocico aunque estaba considerablemente separado del premaxilar. Esta cercana relación sugiere que pueden haber existido varios eventos de dispersión de gaviálidos desde el Viejo Mundo hacia América. También se ha propuesto que esta es tan solo una característica que evolucionó de forma independiente en Hesperogavialis y que lo diferencia de los demás griposuquinos, y no sugiere ninguna relación particular con los gavialoideos asiáticos.